# Larry Stewart
Larry Stewart (ur. 21 sierpnia 1968 w Filadelfii) – amerykański koszykarz, występujący na pozycji skrzydłowego.

## Osiągnięcia
NCAA
- 2-krotny zawodnik roku konferencji MEAC (1990–1991)[1]
- Uczelnia Coppin State zastrzegła należący do niego numer (1994)

NBA
- Zaliczony do składu II składu debiutantów NBA (1992)[2]

Inne
- 3. miejsce w Pucharze Koracia (2000)